# Ventenata eigiana
Ventenata eigiana là một loài thực vật có hoa trong họ Hòa thảo. Loài này được (H.Scholz & Raus) Dogan miêu tả khoa học đầu tiên năm 1985.